# Spencer (Iowa)
Spencer ist eine Stadt (mit dem Status „City“) im und zugleich Verwaltungssitz des Clay County im US-amerikanischen Bundesstaat Iowa. Im Jahr 2010 hatte Spencer 11.233 Einwohner, deren Zahl sich bis 2020 auf 11.325 steigerte.
Die Stadt Spencer erlangte durch den Bibliothekskater Dewey Readmore Books landesweit Bekanntheit.

## Geografie
Spencer liegt im Nordwesten Iowas an der Mündung des Ocheyedan River in den Little Sioux River, einen linken Nebenfluss des Missouri.
Die am Missouri gelegenen Schnittpunkte der Bundesstaaten Iowa, South Dakota und Minnesota sowie der Staaten Iowa, South Dakota und Nebraska liegen 153 km westnordwestlich sowie 166 km südwestlich.
Die geografischen Koordinaten von Spencer sind 43°08′29″ nördlicher Breite und 95°08′40″ westlicher Länge. Die Stadt erstreckt sich über eine Fläche von 28,96 km² und gehört keiner Township an.
Nachbarorte von Spencer sind Fostoria (11,3 km nördlich), Milford (20 km in der gleichen Richtung), Dickens (12,4 km östlich), Ruthven (22,4 km in der gleichen Richtung), Gillett Grove (23,7 km südöstlich), Greenville (16,8 km südlich), Rossie (18,7 km südsüdwestlich), Royal (20,3 km südwestlich) und Everly (17,6 km westlich).
Die nächstgelegenen größeren Städte sind die Twin Cities in Minnesota (Minneapolis und Saint Paul) (321 km nordöstlich), Rochester in Minnesota (306 km ostnordöstlich), Waterloo (313 km ostsüdöstlich), Cedar Rapids (396 km in der gleichen Richtung), Iowas Hauptstadt Des Moines (306 km südöstlich), Kansas City in Missouri (505 km südlich), Nebraskas größte Stadt Omaha (260 km südsüdwestlich), Sioux City (156 km südwestlich) und South Dakotas größte Stadt Sioux Falls (166 km westnordwestlich).

## Verkehr
In Spencer treffen die U.S. Highways 18 und 71 zusammen. Im Norden des Stadtgebiets kreuzt der Iowa State Highway 3. Alle weiteren Straßen sind untergeordnete Landstraßen, teils unbefestigte Fahrwege sowie innerörtliche Verbindungsstraßen.
Von West nach Ost führt eine Eisenbahnlinie für den Frachtverkehr der Canadian Pacific Railway (CP) durch das Stadtgebiet von Spencer.
Mit dem Spencer Municipal Airport befindet sich am nordwestlichen Stadtrand ein Flugplatz. Die seit ihrer Gründung hier beheimatete Great Lakes Airlines unterhielt bis zu ihrem Wegzug nach Cheyenne in Wyoming einen Liniendienst nach Des Moines. Heute wird der Flugplatz nur noch für Allgemeine Luftfahrt und den Lufttaxiverkehr sowie einige militärische Flugbewegungen genutzt.
Die nächsten Verkehrsflughäfen sind der Des Moines International Airport (196 km südöstlich), das Eppley Airfield in Omaha (157 km südsüdwestlich), der Sioux Gateway Airport in Sioux City (105 km südwestlich) und der Sioux Falls Regional Airport (116 km westnordwestlich).

## Bevölkerung
Nach der Volkszählung im Jahr 2010 lebten in Spencer 11.233 Menschen in 5018 Haushalten. Die Bevölkerungsdichte betrug 387,9 Einwohner pro Quadratkilometer. In den 5018 Haushalten lebten statistisch je 2,19 Personen.
Ethnisch betrachtet setzte sich die Bevölkerung zusammen aus 96,0 Prozent Weißen, 0,5 Prozent Afroamerikanern, 0,3 Prozent amerikanischen Ureinwohnern, 0,7 Prozent Asiaten sowie 1,3 Prozent aus anderen ethnischen Gruppen; 1,2 Prozent stammten von zwei oder mehr Ethnien ab. Unabhängig von der ethnischen Zugehörigkeit waren 3,5 Prozent der Bevölkerung spanischer oder lateinamerikanischer Abstammung.
23,0 Prozent der Bevölkerung waren unter 18 Jahre alt, 57,3 Prozent waren zwischen 18 und 64 und 19,7 Prozent waren 65 Jahre oder älter. 52,3 Prozent der Bevölkerung waren weiblich.
Das mittlere jährliche Einkommen eines Haushalts lag bei 44.815 USD. Das Pro-Kopf-Einkommen betrug 29.588 USD. 9,4 Prozent der Einwohner lebten unterhalb der Armutsgrenze.